# Bandeira da província de Tucumán
A bandeira de Tucumán foi um dos símbolos oficiais da Província de Tucumán, uma subdivisão da Argentina. A bandeira foi suprimida em 2008, sendo que ainda não foi escolhida um novo desenho para a mesma, ou seja, oficialmente, Tucumán não possui bandeira.

## Descrição do desenho da bandeira antiga

Bandeira antiga.

O desenho da bandeira anterior consiste em retângulo de proporção comprimento-largura de 3;2 com fundo azul celeste com uma Cruz latina branca de altura igual à largura total da bandeira. Ao lado do braço esquerdo da crua está escrito "1812" e do outro lado "1816". Abaixo dos barços da bandeira há dois ramos nas cores brancas. Atrás da cruz há um sol nascente com 12 raios, sendo 6 mais longos e seis mais cutos intercalados.

## Simbolismo
As cores da bandeira são as mesmas da bandeira da Argentina, ressaltando, portanto, os laços da província com o país.
- As datas 1812 e 1816 se referem, respectivamente, à Batalha de Tucumán e à Proclamação da independencia argentina.[1]